# Zlatoustovo, Haskovo
Zlatoustovo (în bulgară Златоустово) este un sat în comuna Madjarovo, regiunea Haskovo,  Bulgaria. 

## Demografie
Componența etnică a satului Zlatoustovo
     Bulgari (25,71%)
     Nicio identificare (74,28%)
     Altele (0%)
La recensământul din 2011, populația satului Zlatoustovo era de 70 locuitori. Nu există o etnie majoritară, locuitorii fiind  și bulgari (25,71%). Pentru 74,28% din locuitori nu este cunoscută apartenența etnică.